# 오스트레일리아 동물원

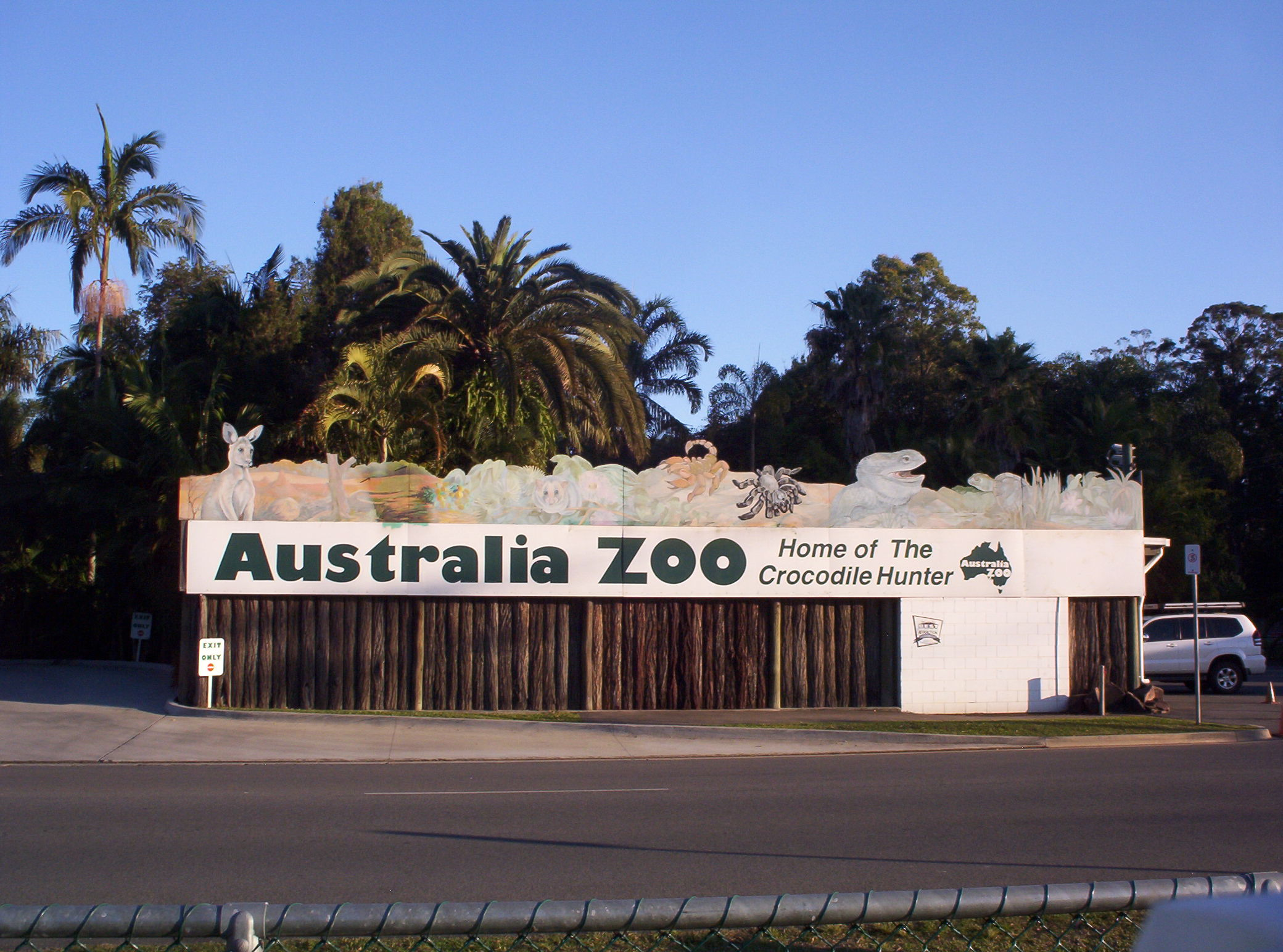
오스트레일리아 동물원

오스트레일리아 동물원(Australia Zoo)은 오스트레일리아 퀸즐랜드주 비어워에 있는 동물원이다.
오스트레일리아 동물원은 1970년 6월 3일에 개장했다. 오스트레일리아의 유명한 환경운동가이자 ‘악어 사냥꾼(The Crocodile Hunter)’으로 유명했던 스티브 어윈 일가가 운영하고 있다.

## 같이 보기
- 스티브 어윈
- 테리 어윈
- 빈디 어윈